# Piotr Ploquin
Piotr Ploquin, fr. Pierre Ploquin (ur. 12 grudnia 1762 w Villandry, zm. 2 września 1792 w Paryżu) – francuski kapłan z Towarzystwa św. Sulpicjusza w diecezji Tours, wikariusz, jeden z męczenników paryskich, błogosławiony Kościoła katolickiego.
Piotr Ploquin urodził się w 1762 w Villandry w departamencie Indre i Loara we Francji i został ochrzczony tego samego dnia w kościele Saint Etienne. Gdy poczuł powołanie do życia zakonnego wstąpił do wyższego seminarium w Angers i w maju 1787 roku otrzymał święcenia kapłańskie.
Został zamordowany w konwencie karmelitańskim w Paryżu (fr. Hôtel des Carmes), wykorzystywanym jako więzienie, 2 września 1792 roku w czasie trwania rewolucji francuskiej.
Beatyfikował go Pius XI w dniu 17 października 1926 roku w grupie 191 męczenników z Paryża.